# Goshaingaon
Goshaingaon är en ort i Indien.   Den ligger i distriktet Kokrajhar och delstaten Assam, i den östra delen av landet, 1 300 km öster om huvudstaden New Delhi. Goshaingaon ligger 51 meter över havet och antalet invånare är 13 933.
Terrängen runt Goshaingaon är mycket platt. Runt Goshaingaon är det tätbefolkat, med 442 invånare per kvadratkilometer. Goshaingaon är det största samhället i trakten. Omgivningarna runt Goshaingaon är en mosaik av jordbruksmark och naturlig växtlighet.